# هرانوش توماسیان
هرانوش توماسیان (ارمنی: Հրանուշ Թովմասյան؛ انگلیسی: Hranush Tovmasyan؛ زادهٔ ۲۹ مارس ۱۹۸۲) زبان‌شناس، مترجم، استاد اهل ارمنستان است.

## زندگی‌نامه
وی در ۲۹ مارس ۱۹۸۲ در ایروان به دنیا آمد و از دانشگاه دولتی زبان‌ها و علوم اجتماعی بروسوف ایروان فارغ‌التحصیل گشت. .